# Глазунов, Кирилл Евгеньевич
Кирилл Евгеньевич Глазунов (1923—2009) — советский и российский актёр театра и кино, заслуженный артист Российской Федерации (2006).

## Биография
Кирилл Глазунов родился 25 ноября 1923 года. В 1951 году окончил ГИТИС им. Луначарского. С 1951 года актёр театра на Малой Бронной.
В кино с 1971 года (первая роль — судебный заседатель в фильме «Следствие ведут ЗнаТоКи. Чёрный маклер»).
Вёл активную работу по театральному образованию школьников Москвы. В 1963—1966 годах руководил драматическим кружком в школе № 123 Московской Железной дороги, а также в школе №628 им. А. Н. Островского (впоследствии №1262, ныне — №627).
Кирилл Евгеньевич Глазунов умер 19 октября 2009 года в Москве. Похоронен на Новодевичьем кладбище на участке  № 3 в семейном  захоронении актёров Хованских.

## Творчество

### Роли в театре
- «Лулу» Ф.Ведекинда — Банкир[3]
- «Доктор Фауст» Кристофер Марло — Вагнер
- «Лес» А. Н. Островский — Карп
- «Мое загляденье» Алексея Арбузов — Валентинов
- «Идиот» Ф. М. Достоевский — Генерал Иван Петрович
- «Тёмные аллеи» И. А. Бунин — Сторож, Отец, Князь
- «Месяц в деревне» И. С. Тургенев. — Большинцов
- «Человек со стороны» — Быков
- «Визит дамы» Фридриха Дюрренматт — Мюллер
- «Начало жизни» — Виктор Савельев
- «Сильные духом» — Приходько
- «Не называя фамилий» — Колосов
- «Провинциальная девушка» — Джемшер Хергиани
- «Аркадия» Тома Стоппарда. Режиссёр: Сергей Голомазов — дворецкий Джелаби[4]
- «Кавалер роз» И. Нестроя. Режиссёр: Роман Самгин — Герман, слуга фрейлен Блюменблат[5]
- «Нежданный гость» Агаты Кристи. Режиссёр: Виктор Лакирев — Энджел[6]

### Фильмография
- 1971 — Следствие ведут ЗнаТоКи. Чёрный маклер — судебный заседатель
- 1971 — Следствие ведут ЗнаТоКи. Ваше подлинное имя — конвоир
- 1971 — Следствие ведут ЗнаТоКи. С поличным — конвоир
- 1971 — Следствие ведут ЗнаТоКи. Повинную голову… — конвоир
- 1971 — Собака Баскервилей — Селден
- 1973 — Следствие ведут ЗнаТоКи. Свидетель — конвоир
- 1973 — Человек со стороны — Олег Владимирович Быков
- 1975 — Следствие ведут ЗнаТоКи. Ответный удар
- 1982 — Попечители
- 1983 — Месяц в деревне — Большинцов
- 1985 — Сцены из трагедии М. Лермонтова «Маскарад» — слуга

## Признание и награды
- Заслуженный артист Российской Федерации (2006)[1]